# シンガポール進歩党
シンガポール進歩党（シンガポールしんぽとう、英: Progress Singapore Party、略語：PSP）は、シンガポールの政党。元人民行動党の国会議員タン・チェンボックとその他11名のメンバーによって2019年に設立された。
彼らは、現在の首相リー・シェンロンの弟であるリー・シェンヤンとともに、現在の人民行動党のリーダーシップは迷走しており、党創設者が示した党の理念から逸脱していると述べた。
2020年の総選挙では、西海岸集団選挙区で票の48％を獲得し、国会に2人の非選挙区選出議員（NCMP）が誕生した。

## 歴史と政治的発展
シンガポール進歩党は、2019年3月28日に正式に政党として登録され、党の創設者であるタン・チェン・ボックが書記長の座に就いた。結党時のメンバーには、元人民行動党の政治家を含む12人のシンガポール人が含まれていた。タン書記長は、シンガポール進歩党の結成理由について、透明性、独立性、説明責任を保った統治が侵されているためであると説明した。党はまた、人民行動党の説明責任を果たすことと雇用創出を主な政策として挙げた。タン書記長は2011年のシンガポール大統領選挙にも立候補しており、34.85％の得票率であったものの、トニー・タン前副首相に7269票差で敗れた。
2019年6月15日のシンガポールエキスポで党の結成を記念するイベントが予定されていたが、イベントに必要な警察の許可を得ることが出来なかった。イベントは2019年8月3日に延期されると同時に会場もスイソテル・マーチャント・コート・ホテルに変更され、約1,000人の聴衆が集まった。また、イベントの様子はオンラインで配信され、約25,000人が視聴した。
2020年1月27日、党は新しい本部をブキット・ティマショッピングセンターに開設した。タン書記長は、これは長期的に設置されるものであり、党の講演やセミナーの主催に使用されると述べた。

## 総選挙成績
| +      |              |                |                      |                        |            |                  |          |         |                        |                      |
| 選挙   | 選挙議員定数 | 党が争った議席 | 無投票で獲得した議席 | 投票の結果獲得した議席 | 失った議席 | 獲得した総議席数 | 総投票数 | 得票率  | 獲得した議席数（NCMP） | 党首                 |
| 2020年 | 93           | 24             | 0                    | 0                      | 24         | 0 / 93           | 253,459  | 40.85％ | 0 （2 NCMP）           | タン・チェン・ボック |